# 法国陆军骑兵学校

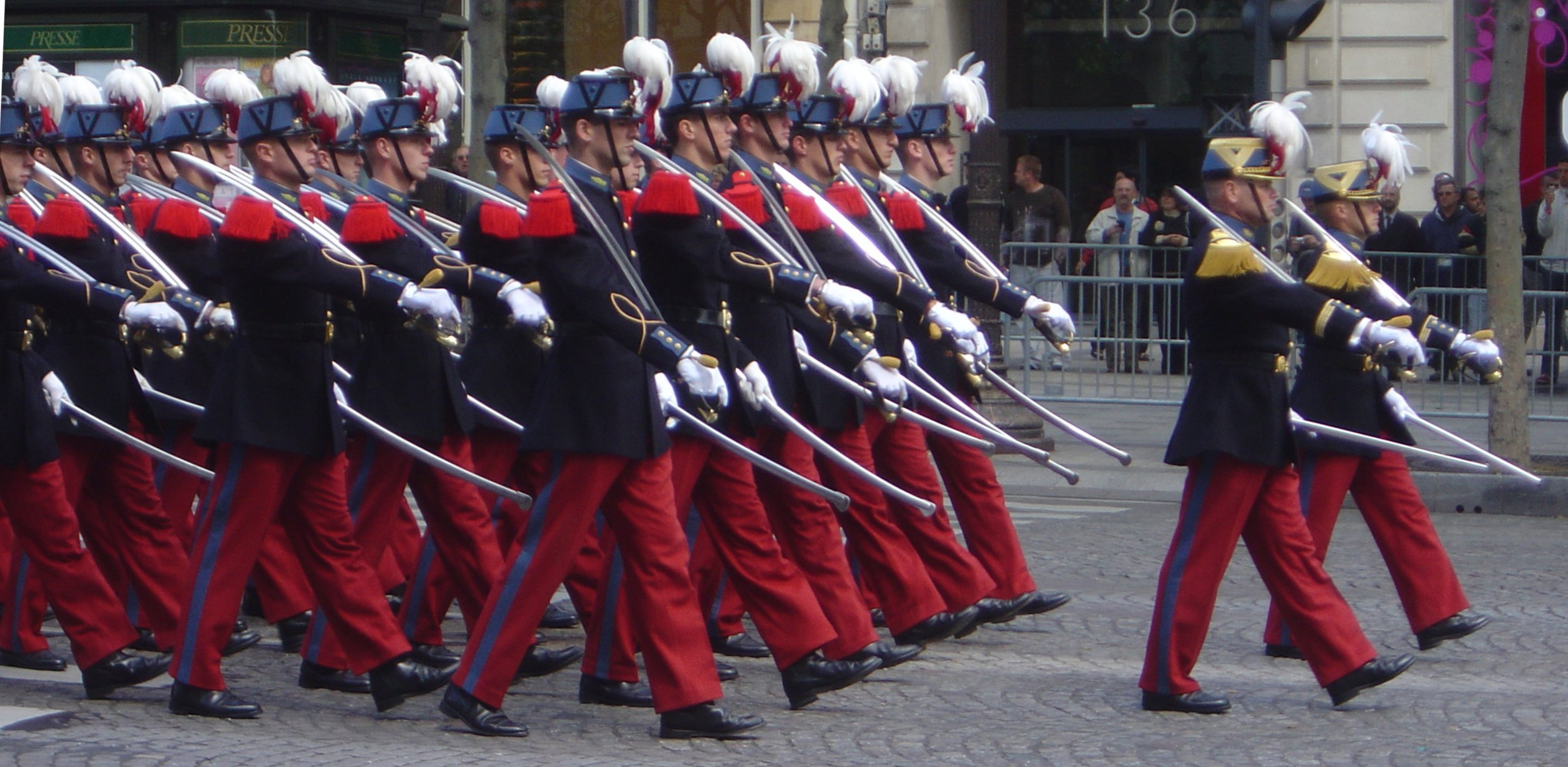
整队穿正式制服的军校学生在游行

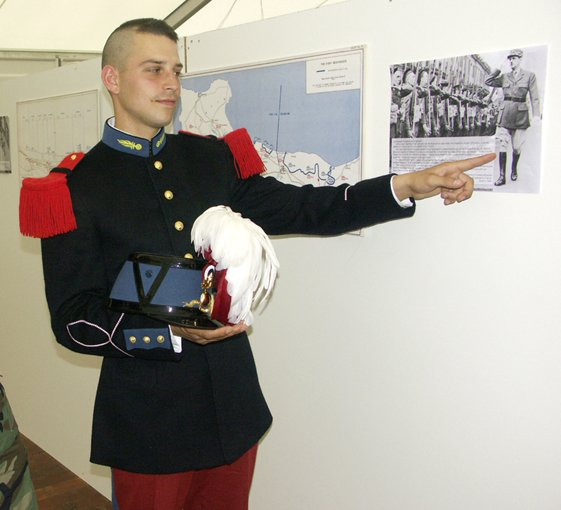
一个穿正式制服的軍校學生

法国陆军骑兵学校（法语：École impériale de cavalerie de Saumur)，位于法国西部的索米尔市中心。

## 沿革

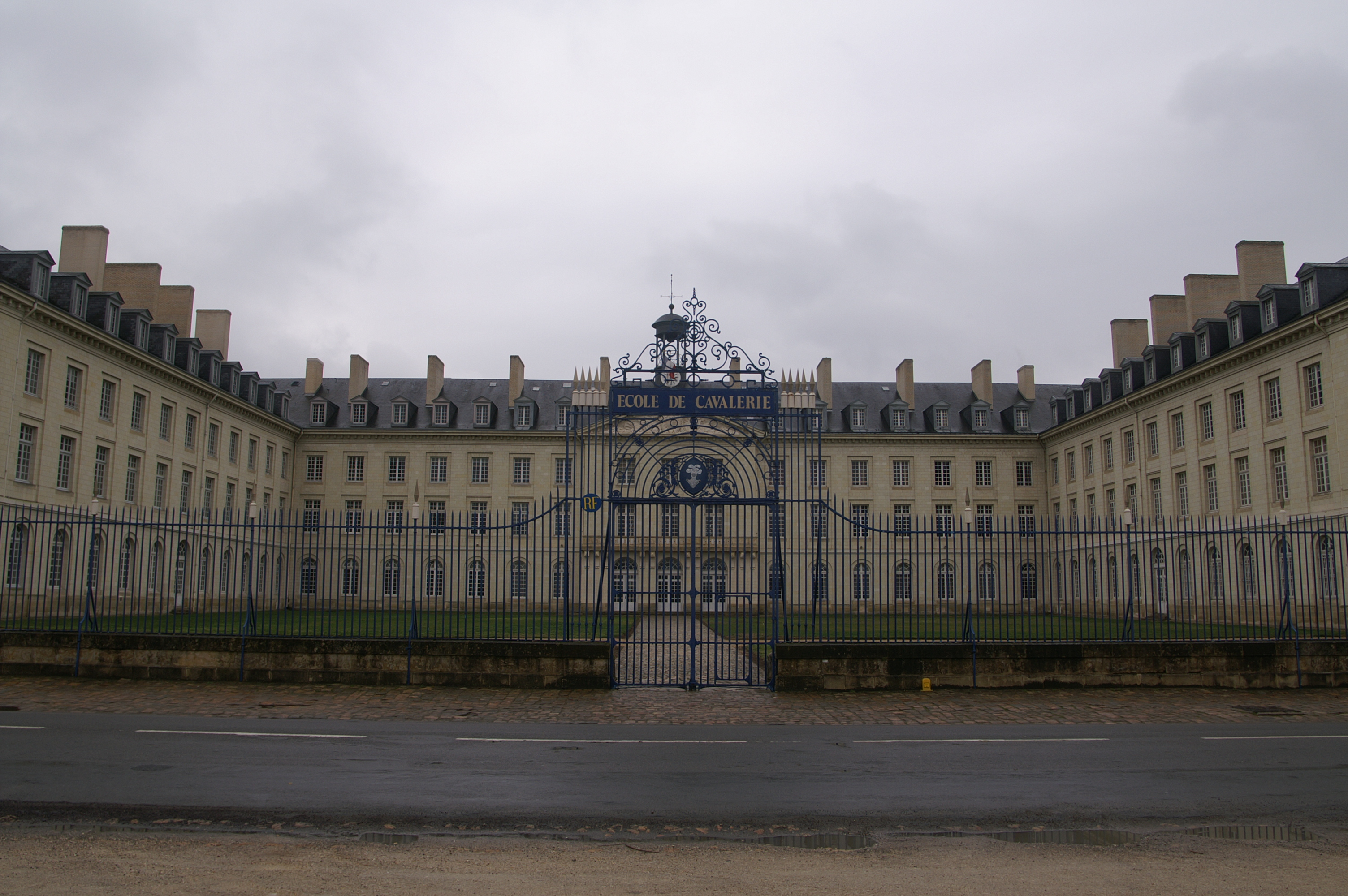
学校主楼

1763年，法王路易十五（通过塞萨尔-加百利-德-舒瓦瑟尔公爵）重组了法国骑兵。并在索米尔组建了骑兵学校，由王家卡拉賓騎兵军团管理监督。因此校部就设在索米尔的卡拉賓騎兵军团司令部中，后搬至一座宏伟的十七世纪建筑物中，直至1788年法国大革命前夕。1814年底，第一次复辟后的路易十八在索米尔组建了骑兵军事训练学校(École d'Instruction des Troupes à cheval)。1822年学校停办。1825年查理十世重建王家骑兵学校（École Royale de Cavalerie）后更名为索米尔帝国骑兵学校（ )。其建筑群的大部分被军事骑术区和骑术学院训练馆占据。 自1830年起，由于凡尔赛学校撤销，索米尔成为法国马术传统的首府和唯一的宝库，其知识（例如骑术教官组成的黑制服教官及其盛装舞步训练制度）仍然得到全世界的认可。 
第二次世界大战结束时，法国骑兵（当时已减少为数个北非斯帕希中队，保留担任街道巡逻和仪式任务）和装甲部队合并组成“装甲和骑兵部队”（ )， 索米尔学校成为新的兵种培训中心。学校主要负责培养连长（上尉）、排长（中尉、少尉和高级士官）和车长（士官）级干部，同时还培训专业技术人员。学员主要来自三个方面：一是圣西尔军事专科学校的毕业生，二是职业士官，三是部队优秀士兵。同时还为一些非洲国家军队代培部分军官。学校配属有一个装甲教导团，并设有一个军事马术体育中心。
1985年整编后，第12轻装甲师被计划作为法国陆军的一个动员师，其师部将以索米尔的“装甲骑兵训练学校”（École d'application de l'Arme blindée et de la cavalerie)的教职员组建。该师下辖位于索米尔的第507 RCC (AMX-30)、同样位于索米尔并隶属于EAABC 的第3 RCh(T)、位于卡斯泰尔诺达里的法國外籍兵團第4騎兵團以及位于圣迈克桑的附属于士官学校。
学校于2009年8月1日更名为现名。

## 校友
- 廖耀湘中將（1906年-1968年）-1936年